# Gare de Bois-le-Duc
La gare de Bois-le-Duc est la gare ferroviaire la plus importante de Bois-le-Duc et une jonction de lignes ferroviaires dans quatre directions.
Environ 46 000 passagers embarquent ou débarquent chaque jour (hors passagers en transfert), faisant de la gare de Bois-le-Duc la septième gare la plus fréquentée des Pays-Bas. Au fil des ans, la station a changé radicalement d'apparence à plusieurs reprises.

## Histoire

### Première gare (1868-1896)
La première gare de Bois-le-Duc est mise en service le 1er novembre 1868 sur la ligne Utrecht - Boxtel. Bois-le-Duc étant encore une cité fortifiée, aucune structure en pierre permanente n'est autorisée pour des raisons stratégiques. La gare a donc été construite en pans de bois, afin de pouvoir être rapidement démolie en cas de conflit, dégageant la vue sur le polder à l'ouest de la ville et l'extérieur des fortifications.
La gare est implantée dans le quartier 't Zand, en face de l'ancienne église Saint-Léonard. Située sur la Meijerijplein, l'entrée de cette gare se trouvait à l'actuelle Boschveldweg et Kempenlandstraat. Dans l'actuel 's-Hertogenbosch, c'est approximativement là que se trouvait l'UWV jusqu'en 2006, à peu près en face de l'ancien siège du journal Brabants Dagblad sur la Place de la Reine Emma. En 1896, cette gare en bois est devenue une station de tramway qui est démolie en 1915.

### Deuxième gare (depuis 1896)
En 1896, le bâtiment en bois est remplacé par une gare monumentale en briques conçue par Eduard Cuypers. Cette gare a été construite à quelques centaines de mètres au sud, et les voies ont été posées un peu plus à l'ouest. Le nouvel emplacement est plus commode, permettant aux voyageurs marcher directement dans la gare depuis le centre-ville. Le bâtiment mesurait 140 mètres de long et était construit dans le style néo-Renaissance. À l'étage de la gare se trouvaient les résidences des conducteurs de train, des restaurateurs et du chef de gare. Le quai attenant au bâtiment ainsi que le large quai lui faisant face sont couverts de marquises métalliques reliées entre-elles par une passerelle dotée de rampes d'accès pour les chariots. L'architecte George van Heukelom (nl) réalise les plans des constructions de quais,.
Le bâtiment est incendié le 16 septembre 1944 par des chasseurs-bombardiers. Il n'y a pas eu de victimes, même si les habitants étaient chez eux. Les combats pour la libération de la ville de Bois-le-Duc durèrent jusqu'en octobre 1944. Le bâtiment n'est pas remis en état mais en grande partie remplacé en 1951 par un bâtiment plus modeste et moderne conçu par l'architecte Sybold van Ravesteyn. Ce bâtiment intègre plusieurs vestiges de la gare de 1896, notamment les couvertures de quais métallique, la passerelle menant au quai, plusieurs murs et une partie d'un pavillon à droite du nouveau bâtiment.

Anciens bâtiments de la gare
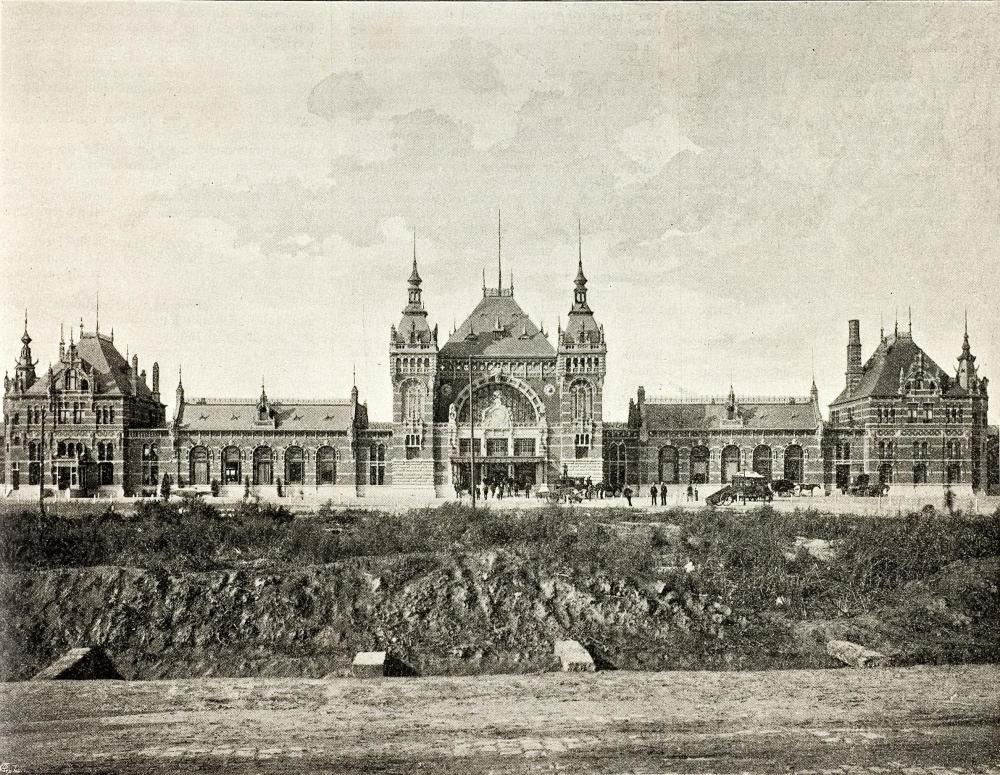
Le bâtiment de 1896.
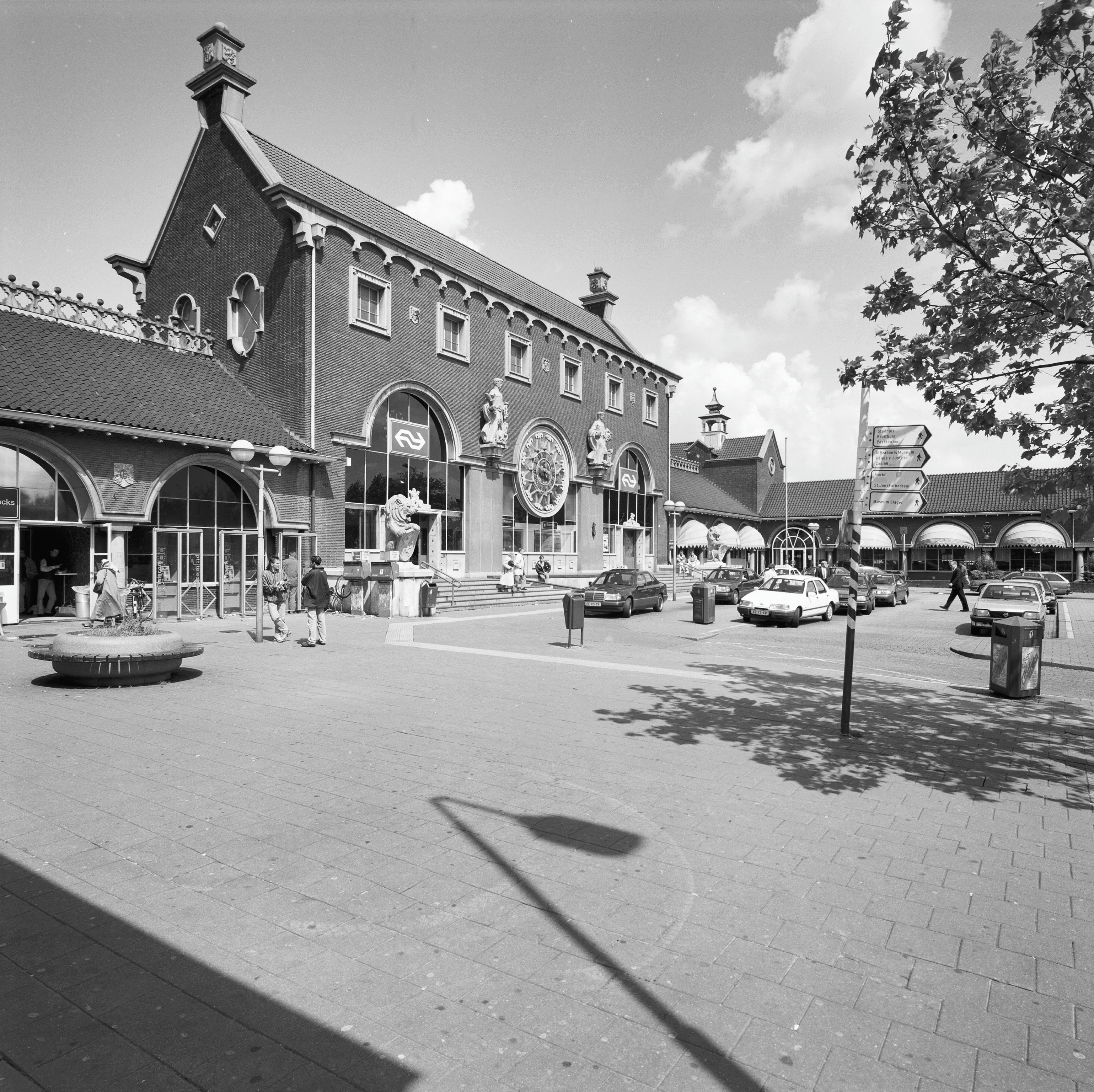
Bâtiment de 1951.
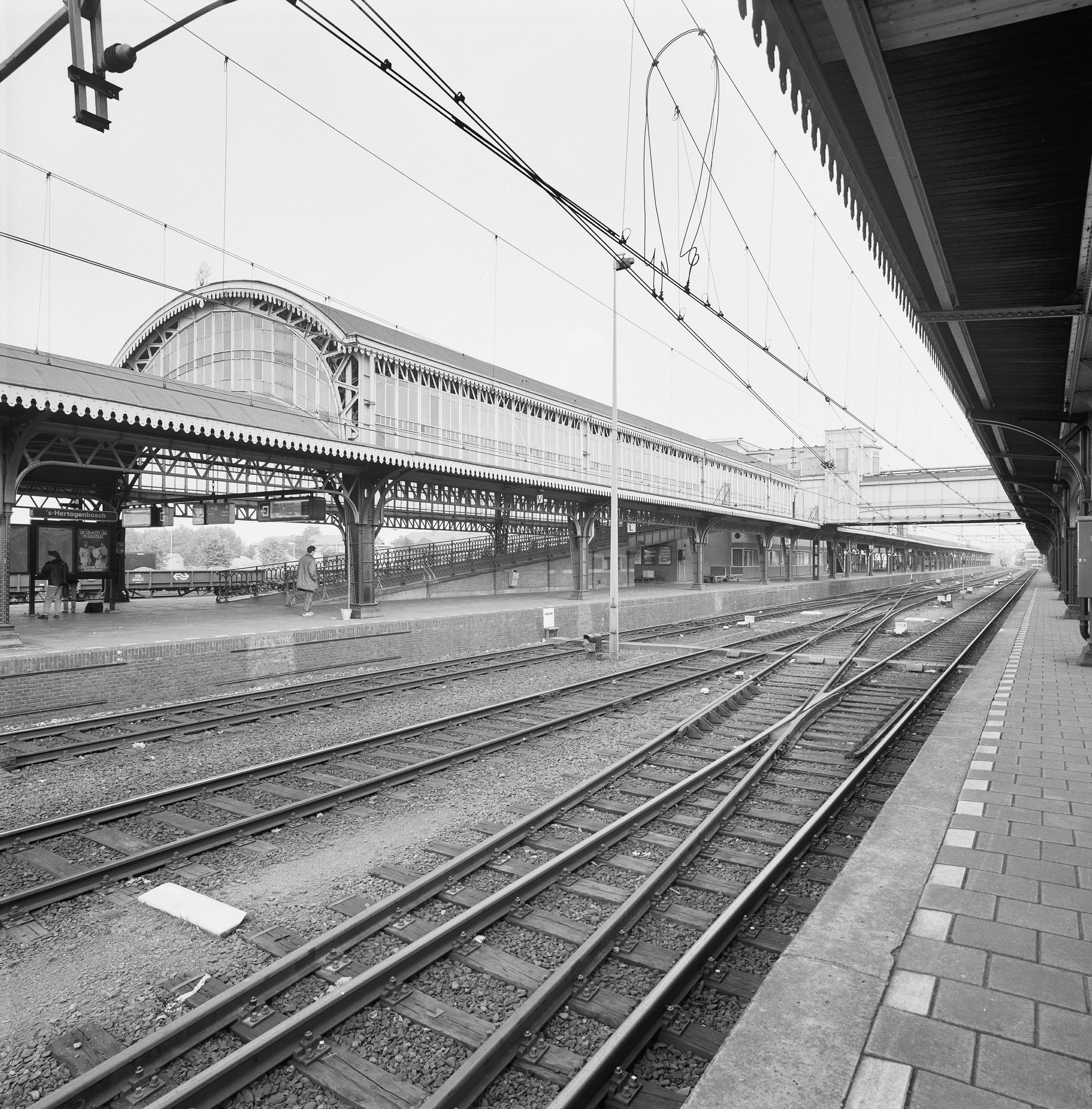
Marquise du quai central et passerelle (en 1993).
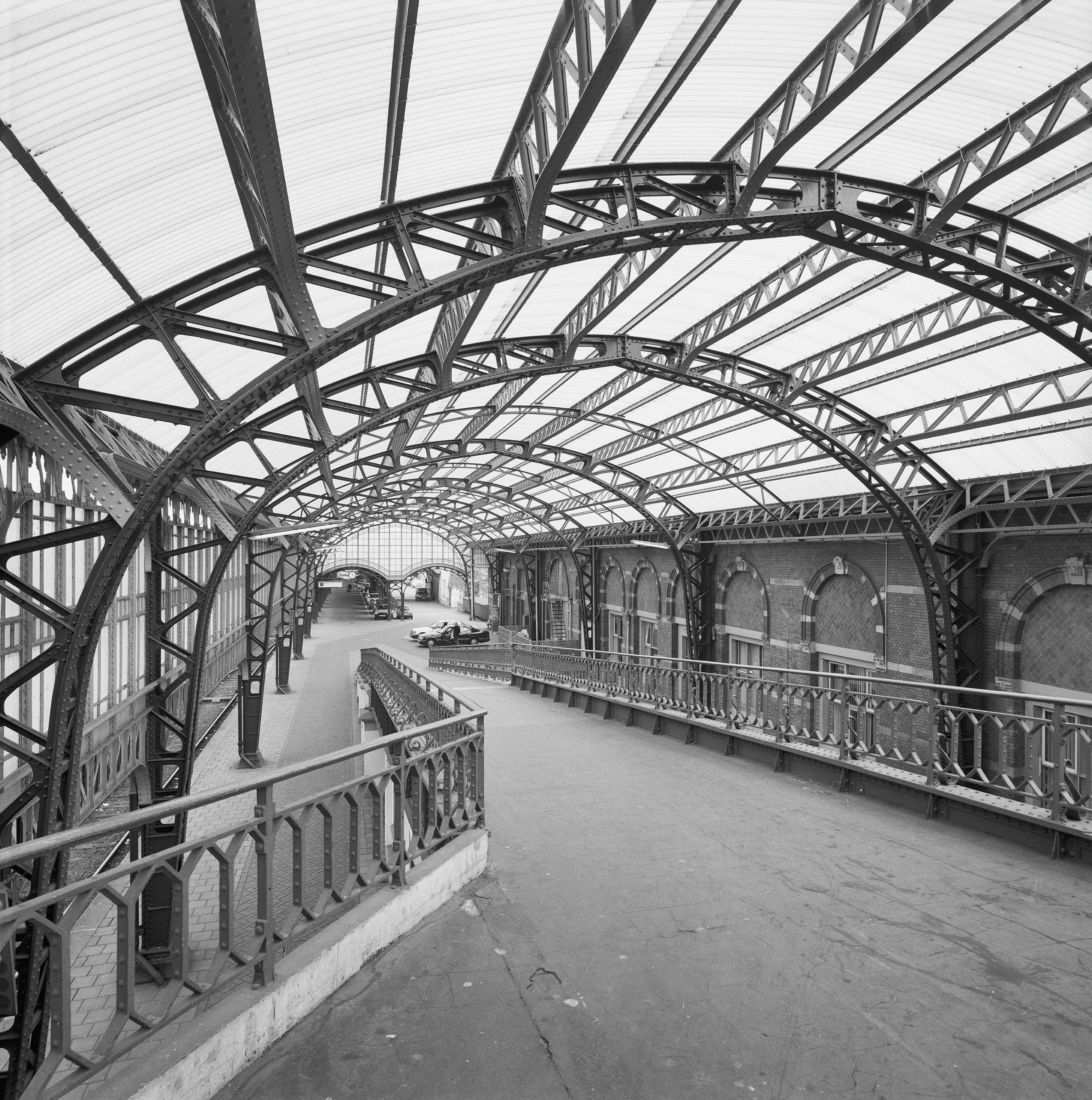
Marquise attenante au bâtiment de la gare.

Le bâtiment d'après-guerre est démoli en 1995. En 1998, un nouveau bâtiment de gare le remplace. À l'occasion de ce remaniement, le nouveau quai en îlot reçoit un abri de quais. Il était prévu de remplacer intégralement les anciennes marquises de quai datant de 1896, mais après une protestation d'un groupe d'action local arguant de leur valeur patrimoniale, elles ont été conservées et ont maintenant le statut de monument national. Avec ces ajustements, l'ancienne passerelle et ses rampes d'accès ont disparu. Ce quatrième bâtiment, officiellement inauguré le 14 mai 1998, est une conception de l'architecte Rob Steenhuis.
La gare se compose principalement de la passerelle supérieure, qui forme le hall de gare proprement dit et donne accès aux quais. Il s'agit d'une voie piétonne importante entre le centre et le Quartier du Palais. La sensibilité au vent de la station a suscité des plaintes de la part des utilisateurs. Les NS ont ignoré les critiques. "Après tout, vous êtes à la gare pour vous rendre au train, pas pour traîner." Lors de la démolition de l'ancienne gare, deux tours caractéristiques ont été conservées et données au parc d'attractions Efteling, qui n'en a pas fait bon usage[pas clair]. En 2002, ils ont été transmis au Pays d'Ever. L'horloge de la gare, qui était fixée à la façade, est accrochée au centre commercial Noordkade à Veghel. Une réplique de l'horloge se trouve également dans la Torenstraat à Bois-le-Duc.
Une œuvre lumineuse est affichée sur la façade de la station. Cette œuvre est une animation lumineuse placée par Titia EX en 1998, constituée de musiciens que l'on aperçoit dans le mur de verre bleu orangé.
Pour permettre une augmentation de la fréquence des Intercity entre Utrecht, Bois-le-Duc et Eindhoven, la gare et le triage ont été rénovés entre 2011 et 2014. Le quai le plus à l'ouest a été prolongé vers le nord. Ses abris ont également été allongés, de sorte que leur longueur corresponde à ceux des autres quais. Des aiguillages ont été installés de part et d'autre de ce quai, afin que deux trains puissent s'arrêter l'un derrière l'autre en même temps, comme c'est également possible au deuxième quai. L'extension de ce quai est accessible via des escaliers mécaniques depuis la passerelle existante. Au nord de la gare, le nombre de voies a doublé, passant de deux à quatre. Un flyover a également été construit, permettant aux trains de Nimègue d'être guidés sur les voies vers/depuis Utrecht. Ce passage supérieur permettant aux trains d'arriver et de partir simultanément et plus rapidement est entré en service en avril 2013. Pour réduire le nombre de défaillances d'aiguillage, leur nombre a été considérablement réduit au cours d'une campagne de travaux achevée en 2014. Cette diminution du nombre d'aiguillages et de croisements s'est faite au détriment de la flexibilité de se reporter vers d'autres quais en cas de perturbations. Par exemple, dans la nouvelle situation, il est n'est plus possible d'atteindre la voie 1 depuis Utrecht et la voie 7 depuis Eindhoven. Il est également devenu impossible d'atteindre le faisceau de garage depuis les voies les plus à l'ouest, demandant davantage de manœuvres aux trains ayant leur terminus à Bois-le-Duc.
En 2014, les quais pour bus ont été renouvelés. Les anciennes plates-formes, en briques de clinker, ont été remplacées par une série de dalles en béton avec marquages pour les aveugles. Les nouvelles plates-formes ont été surélevées afin que les passagers soient au niveau du plancher des bus, facilitant l'embarquement des personnes en fauteuils roulants. De plus, les anciennes plaques de verre du quai, qui faisaient office d'abribus, ont été supprimées, ainsi que les panneaux affichant les horaires en format papier, afin de gagner de la place sur les quais. Devant les quais, sur la place de la gare, a été installé un automate qui lit à voix haute les horaires des bus, à destination des voyageurs malvoyants.

#### Trains auto-couchettes
À partir de 1972, la gare de 's-Hertogenbosch était le seul point de départ des trains-couchettes (transport de passagers et de leurs automobiles). Jusqu'en 2002, les trajets jusqu'à la frontière étaient assurés par les Nederlandse Spoorwegen. Depuis 2002, Euro-Express Treincharter (nl) (EETC) était l'opérateur. Jusqu'en 2014, Bois-le-Duc était le point de départ du service AutoSlaapTrein vers Italie (Alessandria et Livourne) et la Slovénie (Koper). Les trains assurés par EETC circulaient du premier week-end de juin au premier week-end de septembre (le train vers Livourne uniquement en juillet et août). L'aller depuis les Pays-Bas se faisait le vendredi soir ; le retour le samedi soir. En avril 2015, EETC a annoncé qu'elle cesserait d’exploiter des trains-couchettes en raison de l'augmentation des coûts et d'une baisse de la rentabilité. Le Treinreiswinkel a annoncé qu'il organiserait un service limité de remplacement de Düsseldorf à Vérone en juillet et août 2015. Ce train a également fonctionné en 2016 et 2017 mais disparaît en 2018. Le 7 juin 2016, le dernier train de nuit accompagné de wagons à deux étages pour le transport d'automobiles a démarré de la gare de Bois-le-Duc.

Diverses vues de la gare
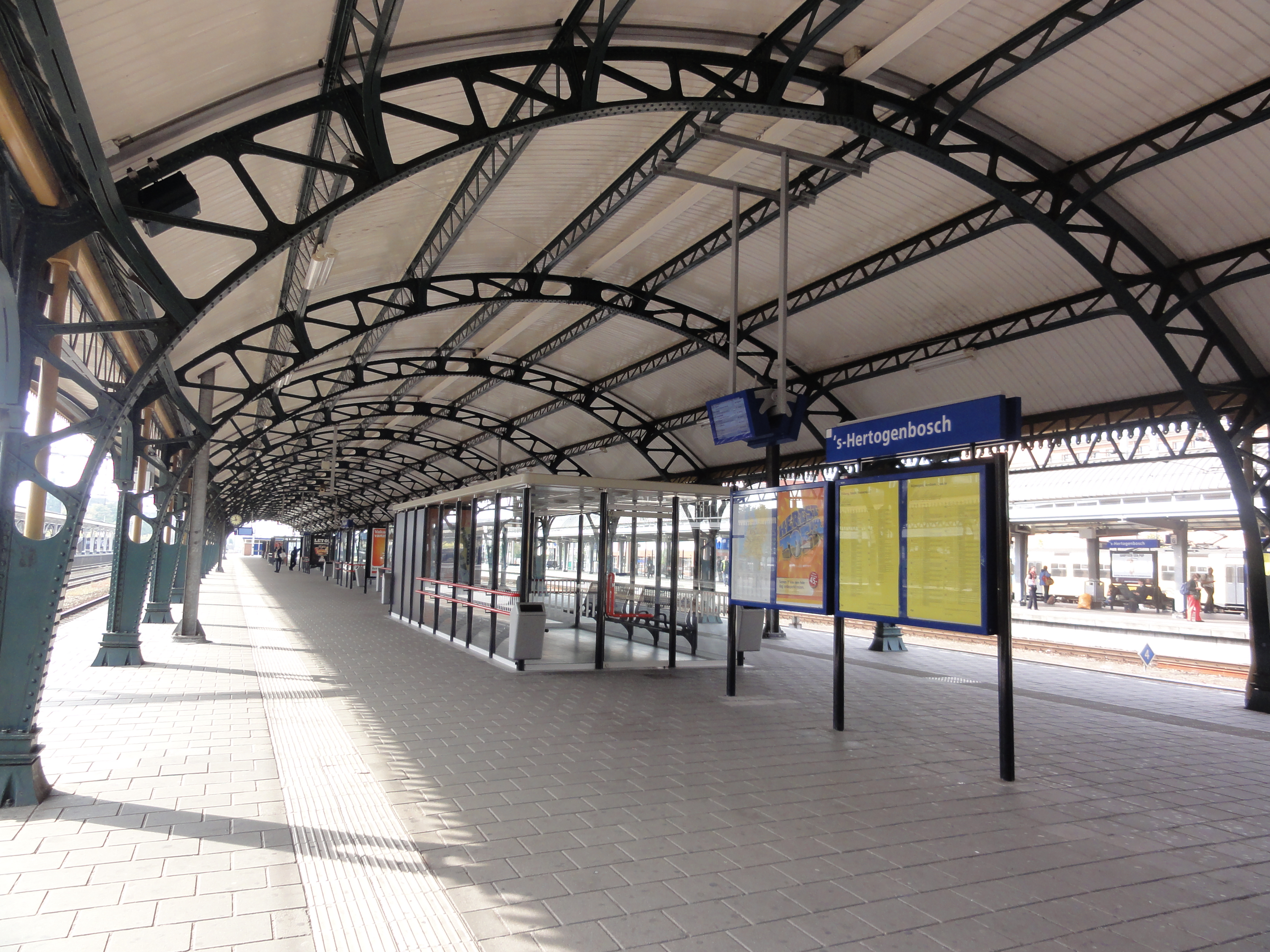
Sous l'abri métallique, 2010.
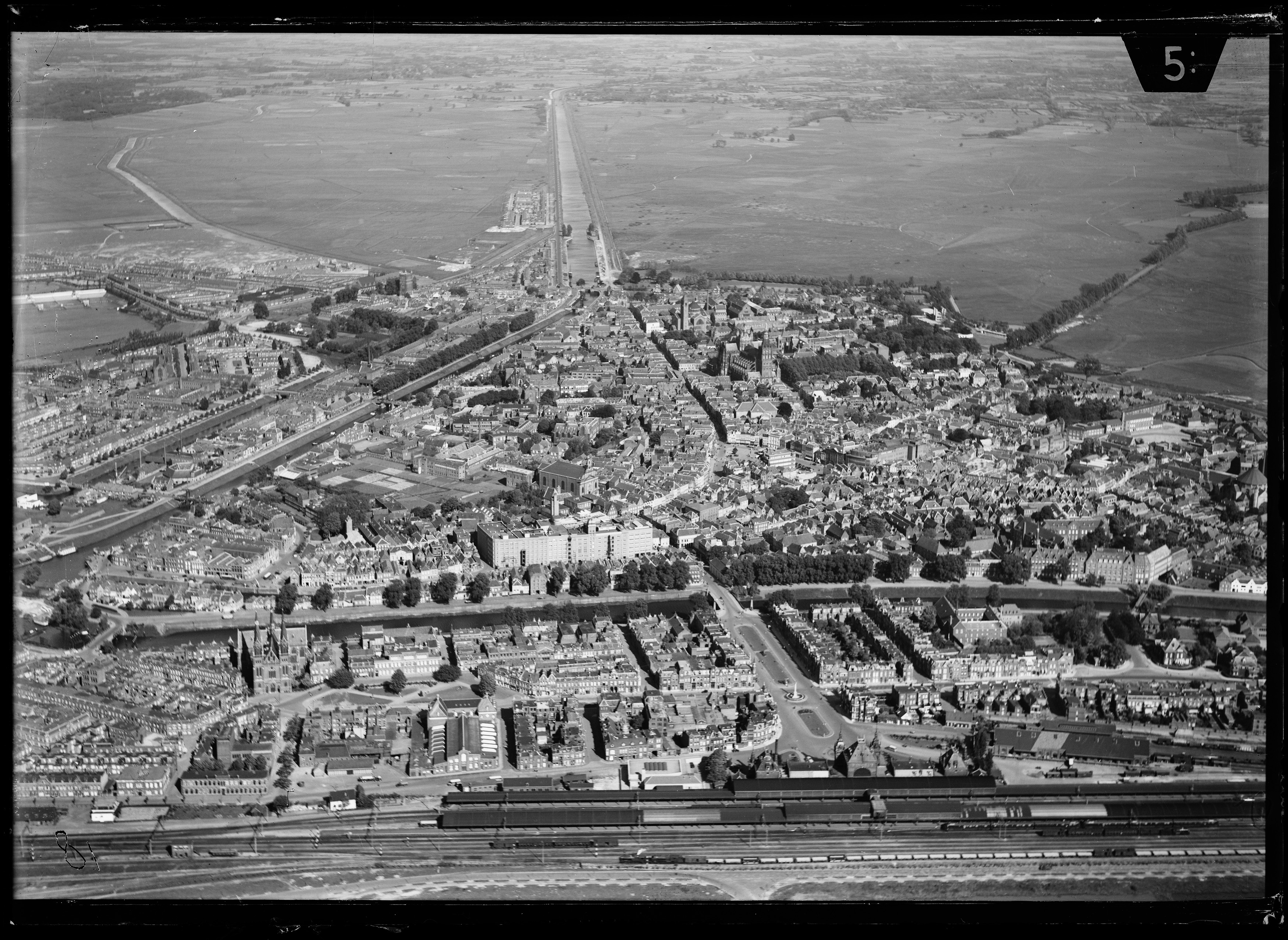
Vue aérienne de Bois-le-Duc avec la gare de 1896 au premier plan (1920-1940).
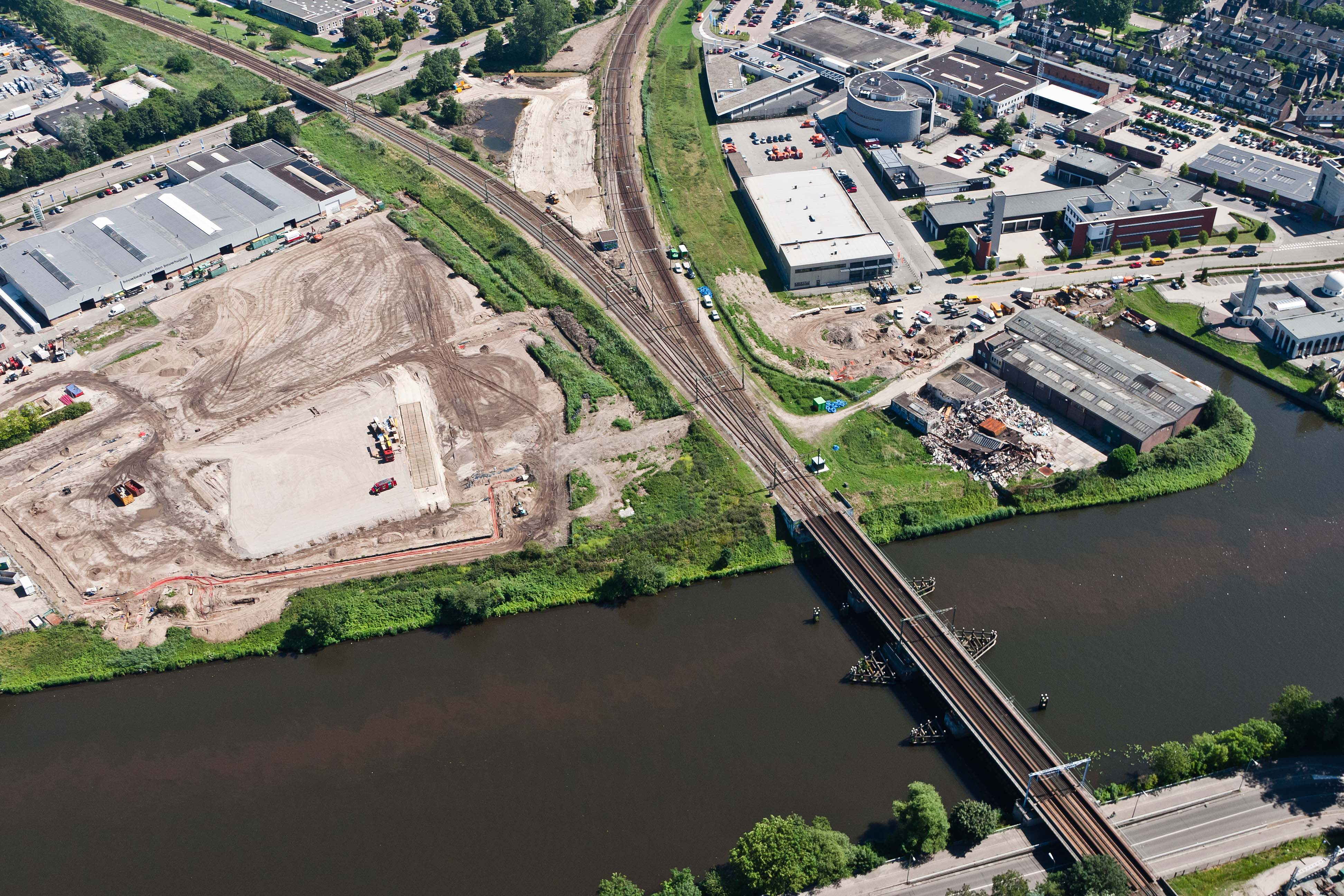
La connexion au niveau du sol et le pont à deux voies de Dieze au nord de la gare de 's-Hertogenbosch, situation avant 2011.

## Service des voyageurs

### Intermodalité
La gare dispose d'une aire de parcage couverte et gardée pour les vélos, de plusieurs abris à vélos non gardés, d'une gare routière avec neuf plates-formes pour les lignes urbaines et régionales, d'une station de taxis, de deux parkings payants.